# Louis Albert
Louis Albert (ur. 28 maja 1898 we Fresse-sur-Moselle, zm. 30 stycznia 1951 w Saint-Maurice-sur-Moselle) – francuski skoczek narciarski, uczestnik Zimowych Igrzysk Olimpijskich 1924.
W 1924 roku wziął udział w konkursie skoków narciarskich w ramach igrzysk w Chamonix, jednak nie został sklasyfikowany.